# Белфорте дел Киенти
Белфо̀рте дел Киѐнти (на италиански: Belforte del Chienti) е село и община в Централна Италия, провинция Мачерата, регион Марке. Разположено е на 347 m надморска височина. Населението на общината е 1859 души (към 2010 г.).